# Lepidiota rudepunctata
Lepidiota rudepunctata är en skalbaggsart som beskrevs av Moser 1908. Lepidiota rudepunctata ingår i släktet Lepidiota och familjen Melolonthidae. Inga underarter finns listade i Catalogue of Life.